# QLSホールディングス
株式会社QLSホールディングス（キューエルエスホールディングス、QLS HOLDINGS Co.,Ltd）は、大阪府大阪市に本社を置き、保育所・認定こども園などの運営、人材派遣、介護などを手掛けている企業。

## 概要
2005年10月に介護事業を目的として、有限会社クオリスを設立したのが始まり。以降も自動車整備士を対象とした人材派遣、認可保育所や認定こども園などの運営などを手掛けている。
2019年2月に持株会社制に移行したと同時に、株式移転の上で、株式会社クオリス及び株式会社ダウインを完全子会社とする持株会社である株式会社QLSホールディングスを設立した。
2019年11月にTOKYO PRO Marketに上場し、2023年6月に名古屋証券取引所ネクスト市場に上場。名証ネクスト市場上場後はM&Aを積極的に行っている。

## 沿革
- 2005年10月 - 大阪市都島区にて有限会社クオリスとして設立。
- 2006年1月 - 介護事業を開始。
- 2007年3月 - 自動車整備士を対象とした人材派遣事業を開始。
- 2008年8月 - 株式会社クオリスとして株式会社に改組。
- 2012年4月 - 横浜市に初の認可保育所となるクオリスキッズ鴨居駅前保育園を開設。
- 2014年7月 - 人材派遣事業を株式会社ダウインへ移管。
- 2019年
  - 2月 - 持株会社制に移行したと同時に、持株会社である株式会社QLSホールディングスを設立。
  - 11月 - TOKYO PRO Marketに株式を上場。
- 2023年
  - 6月25日 - TOKYO PRO Market上場廃止。
  - 6月26日 - 名古屋証券取引所ネクスト市場に上場。
  - 8月31日 - 株式会社和み、株式会社ふれあいタウンを子会社化[7][8]。
  - 11月21日 - 子会社である株式会社エルサーブが、株式会社AKの破産管財人から障がい者グループホーム事業「g-port」を譲受[9]。
- 2024年
  - 5月31日 - AIAIグループからAIAI Life Care株式会社の全株式を取得し子会社化。同時にAIAI Life Careの商号を株式会社和みライフケアに変更[10][11]。
  - 12月11日 - 東京証券取引所グロース市場に上場[1][12]。

## グループ会社
- 株式会社クオリス
- 株式会社ダウイン
- 株式会社エルサーブ
- 株式会社和み
- 株式会社和みライフケア